# Katie Did It
Pour plus de détails, voir Fiche technique et Distribution.
Katie Did It est un  film américain en noir et blanc réalisé par Frederick de Cordova, sorti en 1951.

## Synopsis
Dans une petite ville puritaine de la Nouvelle-Angleterre, Katherine, une jeune bibliothécaire prude, nièce de la matrone de la ville, rencontre un artiste-peintre loufoque Peter Van Arden, un célibataire venu de la grande ville pour y passer des vacances. Il fait fi des règles et des mœurs des habitants et se moque d'embarrasser les habitants, en particulier la jolie bibliothécaire qui lui a tapé dans l’œil. Katherine est excédée par le peintre et les problèmes qu'il crée, mais ne peut s’empêcher d'être attirée par lui. Peter finit par repartir. Devant se rendre dans la grande ville pour quelques jours, elle y croise Peter qui l'invite à déjeuner puis à visiter son studio de peintre. Avec grand mal, il réussit à la convaincre de poser pour lui en maillot de bain. Le lendemain, Katherine revient chez Peter et y trouve une femme et deux enfants. Elle pense qu'il s’agit de l’épouse de Peter. Furieuse, elle retourne dans sa ville. Quelque temps plus tard, elle voit une énorme affiche publicitaire placardée à l'entrée de la ville sur laquelle figure... son portrait en maillot de bain peint par Peter ! Pour éviter le scandale, Katherine et son oncle tentent d’enlever l'affiche...

## Fiche technique
- Titre : Katie Did It
- Réalisation : Frederick de Cordova
- Scénario : Oscar Brodney, Jack Henley
- Producteur : Leonard Goldstein
- Société de distribution : Universal Pictures
- Musique : Frank Skinner
- Photographie : Russell Metty
- Montage : Frank Gross
- Pays de production :  États-Unis
- Genre : Comédie romantique
- Format : noir et blanc - 1.37:1 - son : Mono (Western Electric Recording)
- Durée : 81 min
- Dates de sortie : 
  - États-Unis : 1er avril 1951

## Distribution
- Ann Blyth : Katherine Standish
- Mark Stevens : Peter Van Arden
- Cecil Kellaway : Nathaniel B. Wakeley VI
- Jesse White : Jim Dilloway
- Harold Vermilyea : Merill T. Grumby
- Craig Stevens : Stuart Grumby
- William Henry Lynn : Clarence Spivvens
- Elizabeth Patterson : tante Priscilla Wakely
- Jimmy Hunt : Steven Goodrich
- Irving Bacon : conducteur
- Raymond Largay : le révérend Turner
- Peter Leeds : 'Odds' Burton
- Ethyl May Halls : Abigail